# Joseph Edward Kurtz
Joseph Edward Kurtz (18 de agosto de 1946) es un prelado americano de la Iglesia católica. Es el cuarto Arzobispo de Louisville, Kentucky, anteriormente habiendo servido como Obispo de Knoxville, Tennessee de 1999 a 2007. Kurtz también fue el presidente de la Conferencia de los Obispos Católicos de los Estados Unidos entre 2013 y 2016.

## Biografía

### Formación
Joseph Kurtz nació en Mahanoy Ciudad, Pensilvania, a George y Stella (née Zmijewski) Kurtz. Es de ascendencia polaca. Uno de cinco niños (Rose Marie, Theresa, George, y Patricia), comenzó los estudios en el Seminario San Carlos Borromeo en 1964, donde obtuvo un bachillerato en filosofía y una maestría en Divinidad. 

### Sacerdocio
Fue ordenado sacerdote por el Obispo Joseph McShea el 18 de marzo de 1972, e hizo posgrado en la Universidad de Marywood en Scranton, obtuvo una maestría en trabajo social.
Durante su ministerio sacerdotal en la Diócesis de Allentown, sirvió como profesor universitario, administrador y párroco en Catasauqua y Bethlehem. Fue elevado al rango de Monseñor en 1986.

## Episcopado

### Obispo de Knoxville
El 26 de octubre de 1999, Kurtz fue nombrado como segundo Obispo de Knoxville, Tennessee, por el Juan Pablo II. Recibió su consagración episcopal en diciembre de ese año por el Arzobispo Gabriel Montalvo Higuera, con el Arzobispo Thomas Kelly, OP, y el Obispo Edward Cullen que sirvieron como co-consagrantes, ante una multitud de aproximadamente 5,000 personas en el Centro de Convenciones Knoxville.

### Arzobispo de Louisville
Fue nombrado Arzobispo de Louisville, Kentucky, el 12 de junio de 2007. Su instalación tuvo lugar el 15 de agosto.
Kurtz fue elegido como vicepresidente de la Conferencia de los Obispos Católicos de los Estados Unidos en noviembre de 2010.
El 11 de noviembre de 2013, Kurtz fue elegido presidente de la Conferencia de los Obispos Católicos de los Estados Unidos.